# Halenia bella
Halenia bella är en gentianaväxtart som beskrevs av Ernest Friedrich Gilg. Halenia bella ingår i släktet Halenia och familjen gentianaväxter. Inga underarter finns listade i Catalogue of Life.